# U-Bahn-Station Museumsquartier
Museumsquartier is een metrostation in het district Innere Stadt van de Oostenrijkse hoofdstad Wenen. Het station werd geopend op 8 oktober 1966 en wordt bediend door de lijn U2.

## Pre metro
Het station werd op 8 oktober 1966 geopend als onderdeel van de tramtunnel onder de zogeheten Lastenstraße. Deze tunnel tussen de Makartgasse en Universitätsstraße werd aangelegd tussen november 1963 en oktober 1966 om het autoverkeer meer ruimte te geven. Het station werd geopend onder de naam Mariahilfer Straße en heeft als enige station in de tramtunnel een ondergrondse verdeelhal. Terwijl bij de andere drie stations in de tramtunnel ondergronds overwegen werden aangelegd voor de reizigers en de perrons daardoor versprongen liggen, liggen de perrons bij Museumsquartier tegen over elkaar. Ten zuiden van het station lag de zuidelijke tunnelmond en een helling naar de Getreidemarkt. 

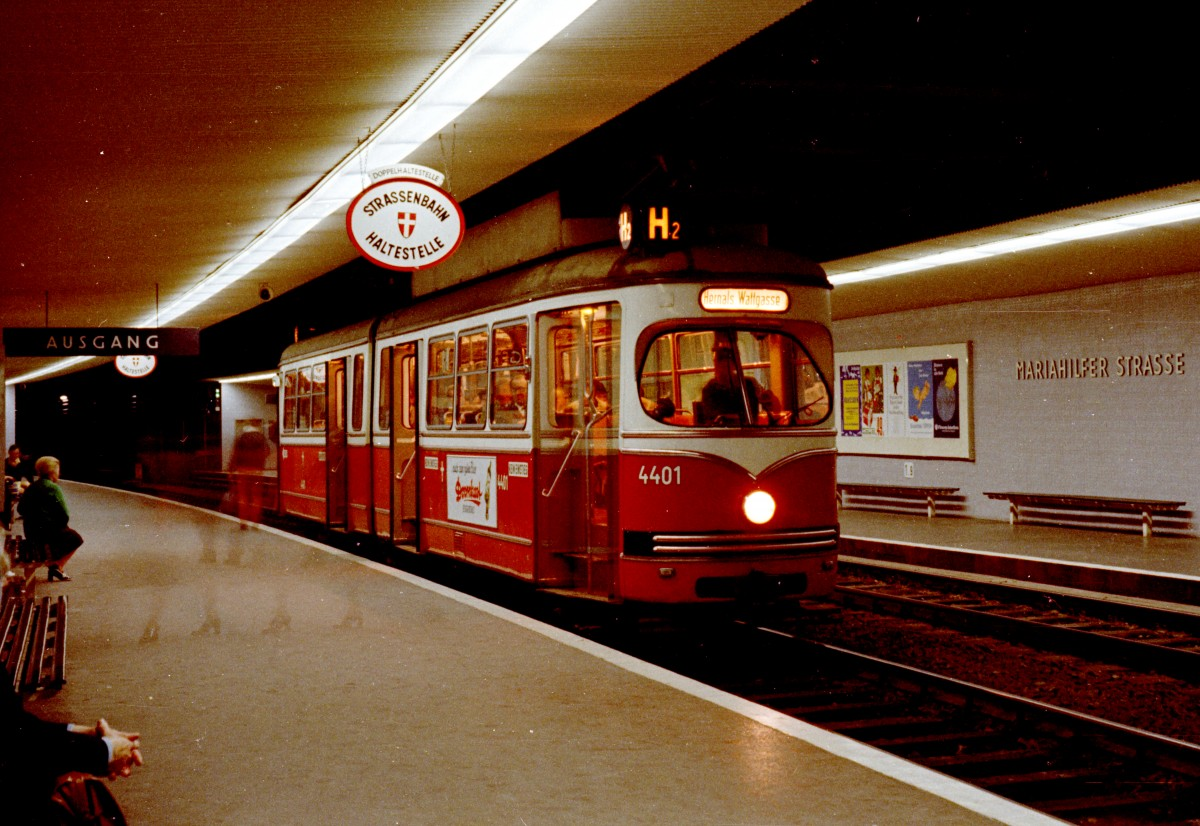
De tram naar het noorden op 17 juni 1971
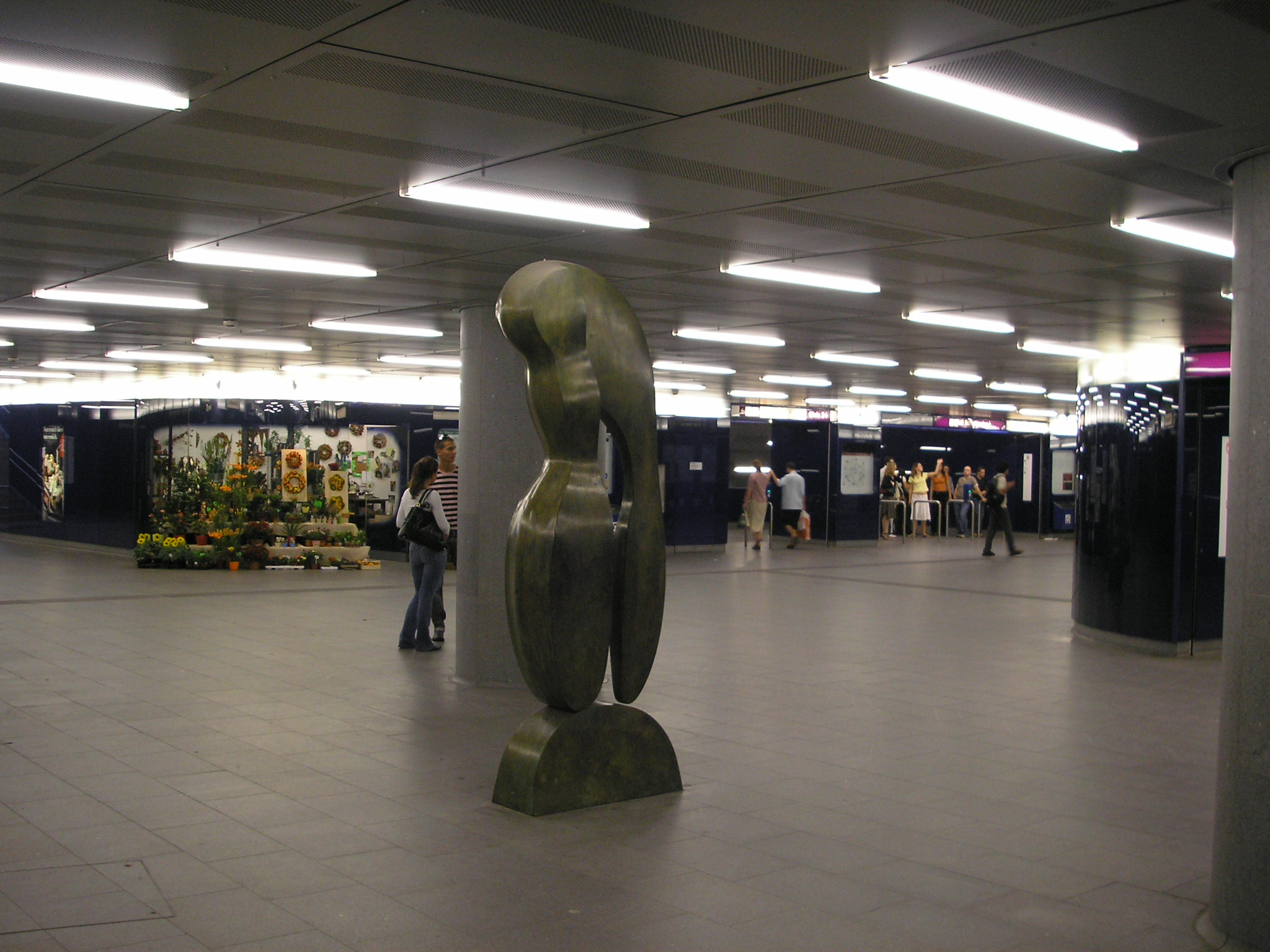
De verdeelhal met winkelpassage
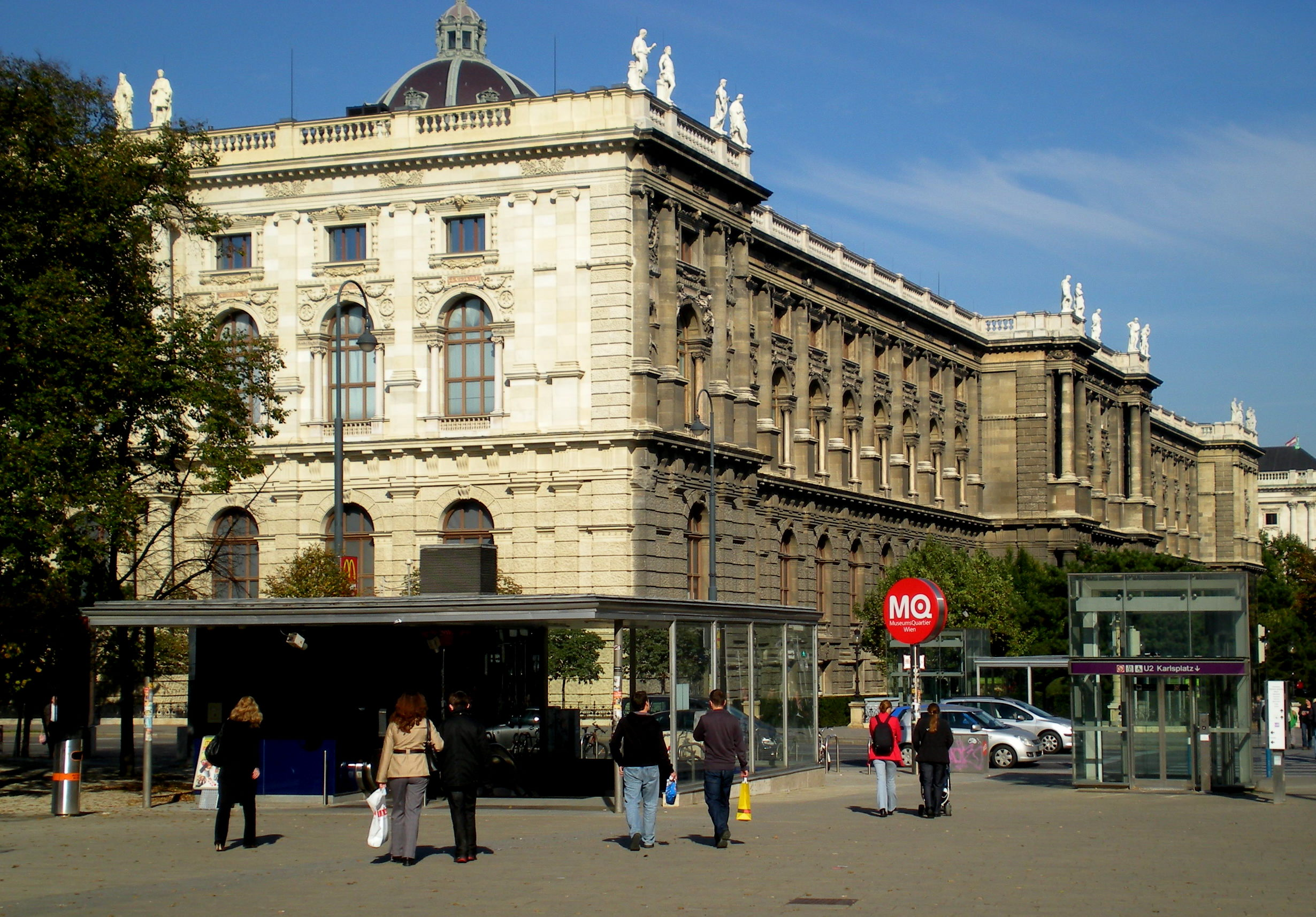
De ingang van het station

## Metro
Op 26 januari 1968 besloot de gemeenteraad om een metronet aan te leggen waarin de tramtunnel als onderdeel van de U2 werd opgenomen. In 1969 werd op de Karlsplatz begonnen met de bouw van het metro knooppunt dat onder andere het voorlopige zuidelijke eindpunt van de U2 zou worden. De tramtunnel, die al was gebouwd voor metro gebruik, werd ten zuiden van Museumsquartier verlengd tot Karlsplatz als vervanging voor de helling bij de Getreidemarkt. De tramdienst werd in juni 1980 gestaakt, in de zomer werden de perrons verhoogd en de sporen aangesloten op de tunnel naar Karlsplatz. Op 30 augustus 1980 werd de U2 geopend tussen Karlsplatz en Schottenring. Op 6 april 1991, toen het eerste deel van de U3 werd geopend, werd het station omgedoopt in Babenbergerstraße om verwarring met andere stations te voorkomen. In verband met de verlenging van van de U2 naar de oostoever van de Donau werden de perrons van de U2 in de periode 2000 – 2001 alsnog langer gemaakt om zes baks metro's te kunnen inzetten. In deze periode werden ook de verdeelhal en de ondergrondse winkelpassage opgeknapt. In 2001 werd het station door de Tiroolse kunstenaar Rudi Wach opgesierd met wandschilderingen en beelden. In 2014 werd het plan “Linienkreuz U2xU5” gepresenteerd met een nieuwe route voor de U2. De Lastenstraßetunnel zal niet meer door de U2 worden bereden maar door de U5, de eerste automatische metro van Wenen. De perrons moesten ten behoeve van de automatische metro worden voorzien van perrondeuren en daarom was het oude deel van het station tussen 28 mei 2021 en 6 december 2024 gesloten voor de ombouw. Sindsdien rijdt de U2, in afwachting van de opening van de U5, weer door de Lastenstraßetunnel van en naar Karlsplatz.   

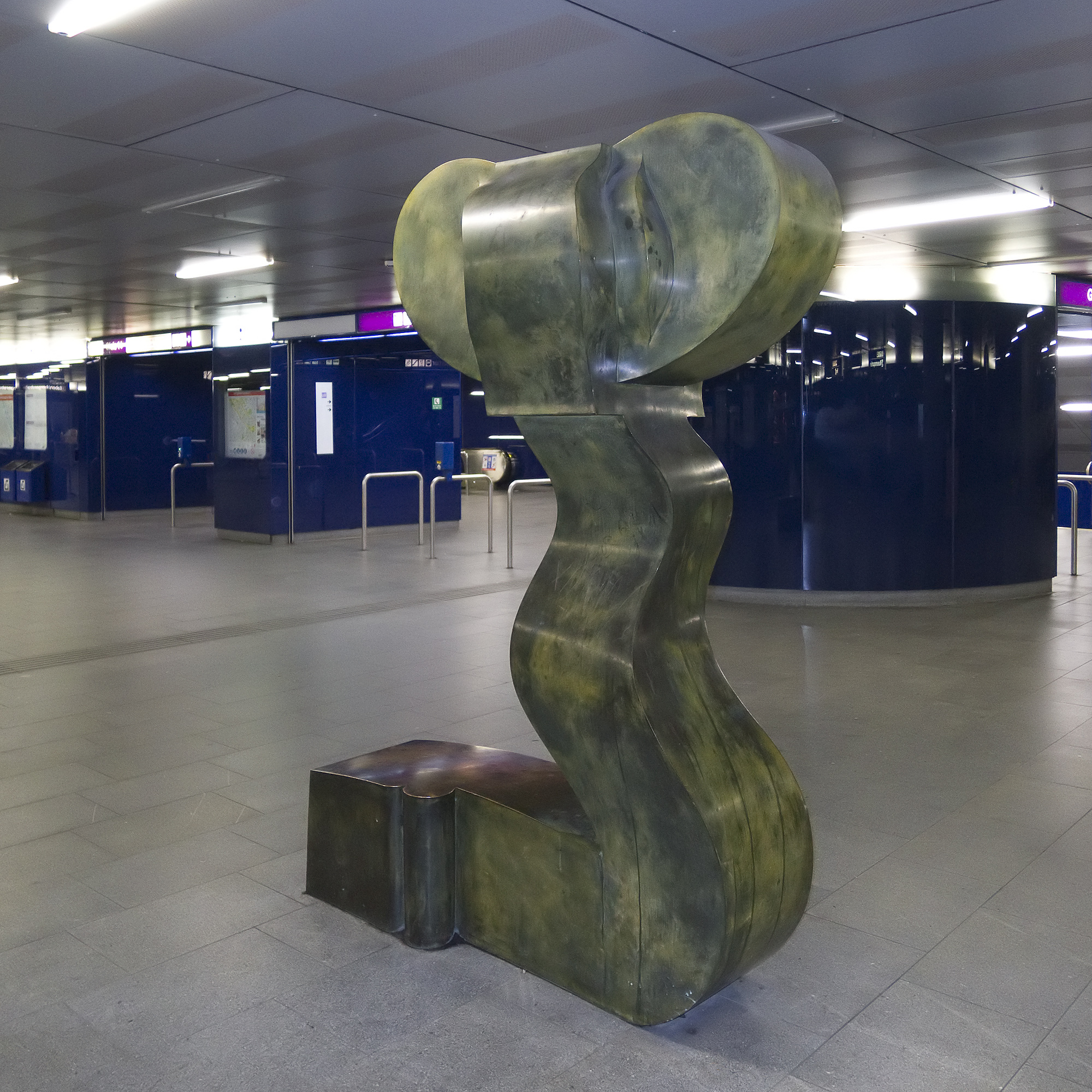
Het beeld Lebenskeim in de verdeelhal
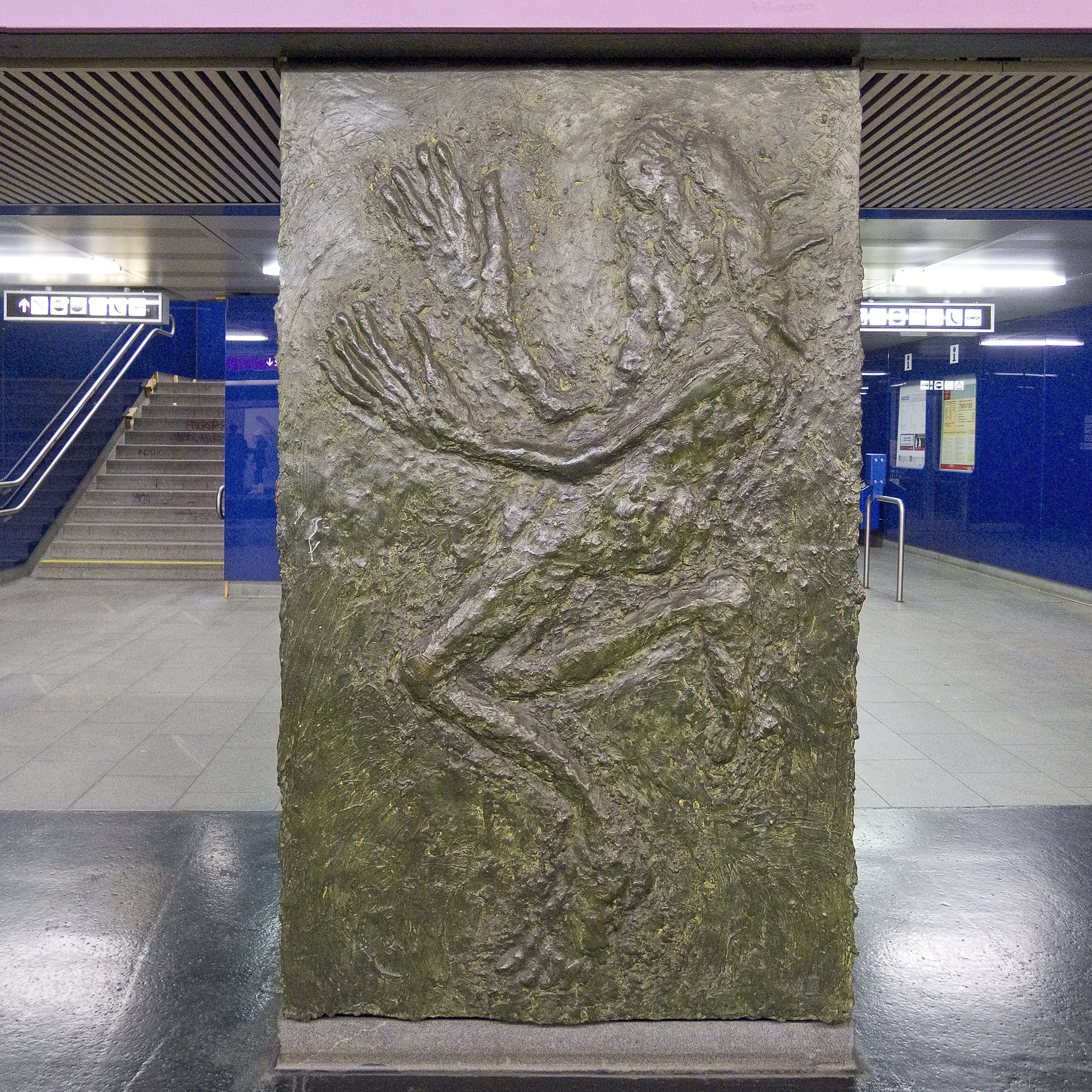
Het reliëf de Jubilaris in de verdeelhal
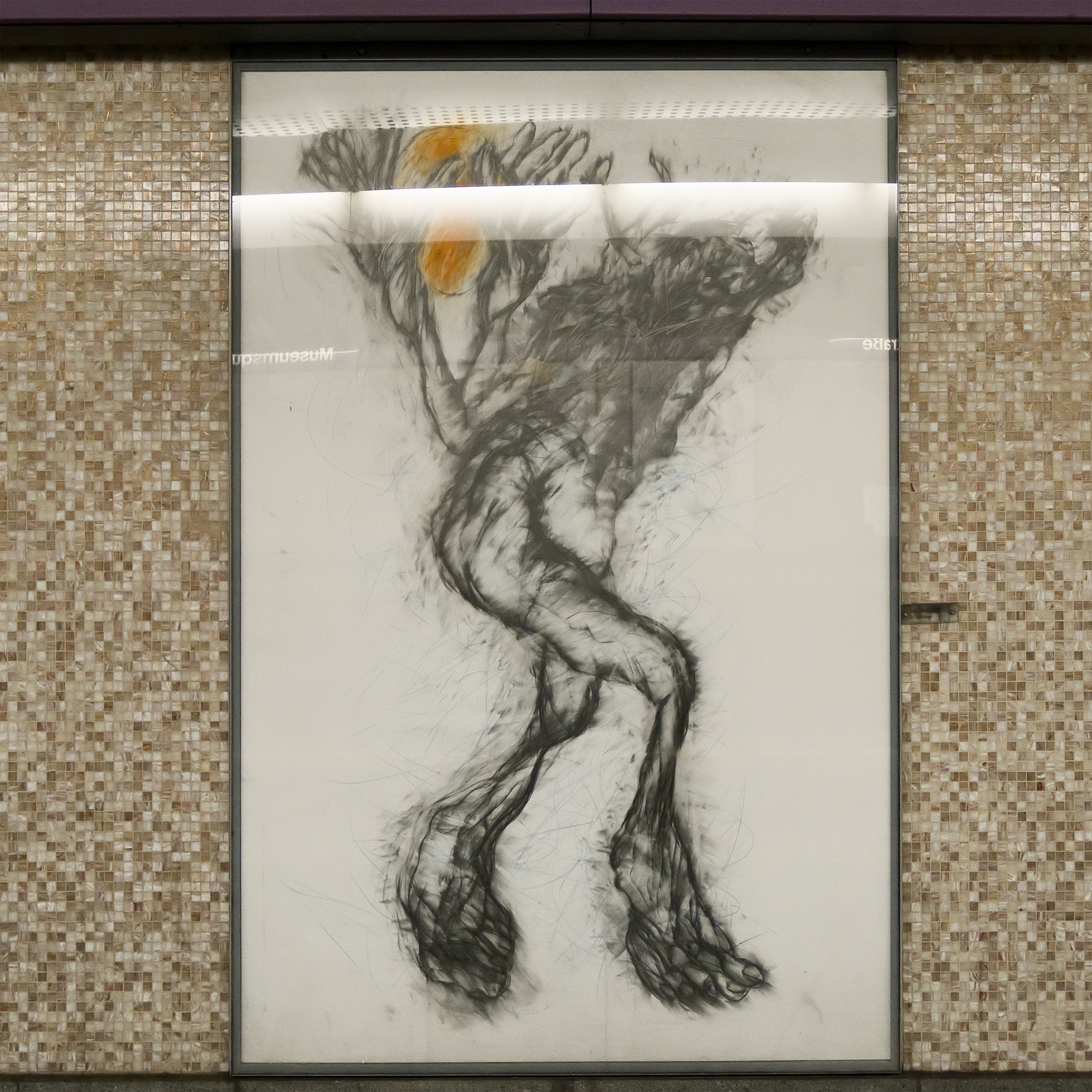
Wandschildering de Lichtbrenger op de tunnelwand langs het perron